# Спасовщина
Спасовщина (рос. Спасовщина) — присілок в Псковському районі Псковської області Російської Федерації.
Населення становить 242 особи. Входить до складу муніципального утворення Серьодкинська волость.

## Історія
Від 2015 року входить до складу муніципального утворення Серьодкинська волость.

## Населення
| 2001 | 2002 | 2010 |
| ---- | ---- | ---- |
| 362  | ↘331 | ↘242 |